# インダスカワイルカ
インダスカワイルカ（学名：Platanista minor）は鯨偶蹄目カワイルカ科に属すハクジラ類の1種。

## 分類・進化史

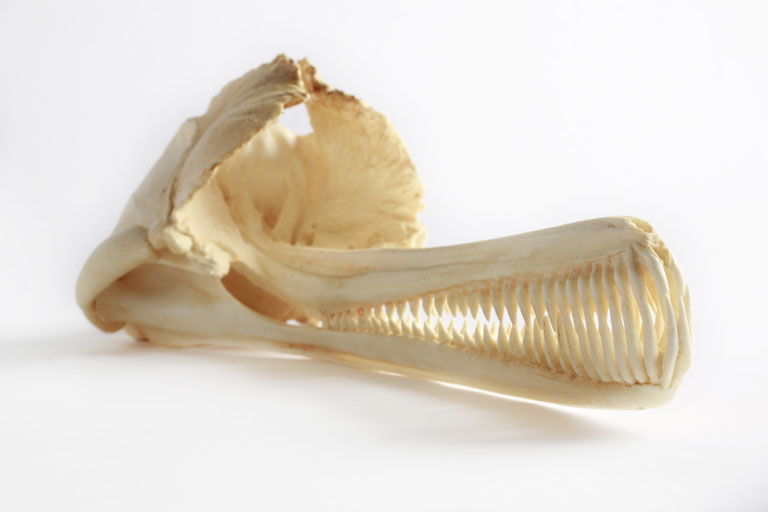
本種の頭骨。

長くガンジスカワイルカと同種として扱われてきたが、分子情報による分岐年代や頭骨の構造から、両者は別種とするほどの差異があることがわかった。

## 分布
インダス川水系に分布する。河口から3,400kmまでの範囲にくまなく分布していたが、現在では人間活動の影響で、かつての5分の1の範囲に分布が狭まっている。

## 形態
体長はメスが最大2.2m、雄が最大2.6m。目はほとんど見えない。

## 生態
河川の最深部を好む。

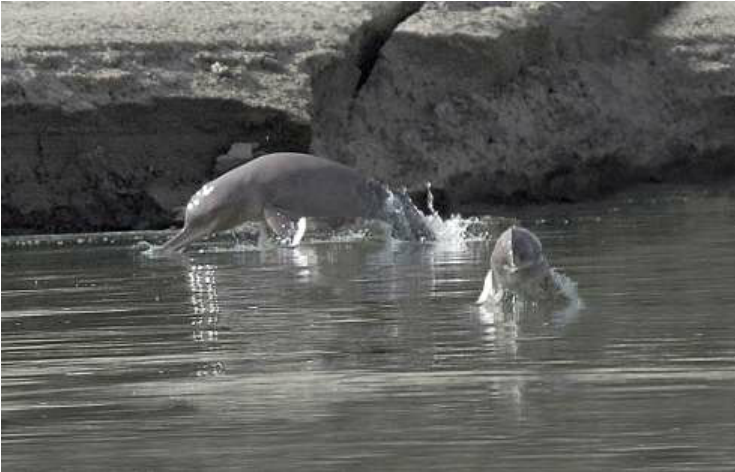
ジャンプの様子

魚類や甲殻類を食べる。細長い口吻を使って素早く捕らえる。

## 人間との関係
パキスタンにおいてはインダスカワイルカは国獣に指定されている。

## 保護
鯨類に普遍的な事例ではあるが、直接の捕獲だけでなく、混獲、船舶との衝突、ゴミの誤飲、環境汚染なども本種への脅威とされる。